# Zagrożenie wybuchem
Uzasadnienie:  Po dyskusji w Poczekalni
Zagrożenie wybuchem – możliwość tworzenia przez palne gazy, pary palnych cieczy, pyły lub włókna palnych ciał stałych, w różnych warunkach, mieszanin z powietrzem, które pod wpływem czynnika inicjującego zapłon wybuchają, czyli ulegają gwałtownemu spalaniu połączonemu ze wzrostem ciśnienia.
Innymi słowy jest to możliwość tworzenia się atmosfer wybuchowych, a także możliwość wystąpienia w przypadku wybuchu skutków niosących ze sobą uszkodzenia ciała, utratę życia lub powstania strat materialnych.

## Klasyfikacja stref zagrożonych wybuchem

Strefa zagrożenia wybuchem

Miejsca niebezpieczne są klasyfikowane według stref na podstawie częstotliwości pojawiania się i czasu trwania środowisk wybuchowych:
Strefa 0
Miejsce, w którym przestrzeń zagrożona wybuchem składająca się z mieszaniny z powietrzem substancji łatwopalnych w formie gazu, pary lub mgiełki utrzymuje się stale, przez długie okresy czasu albo występuje często.
Strefa 1
Miejsce, w którym jest prawdopodobne, że przestrzeń zagrożona wybuchem składająca się z mieszaniny z powietrzem substancji łatwopalnych w formie gazu, pary lub mgiełki będzie występować sporadycznie przy wykonywaniu zwykłych czynności.
Strefa 2
Miejsce, w którym jest mało prawdopodobne, że przestrzeń zagrożona wybuchem składająca się z mieszaniny z powietrzem substancji łatwopalnych w formie gazu, pary lub mgiełki będzie występować przy wykonywaniu zwykłych czynności. Lecz jeśli wystąpi, to będzie utrzymywać się tylko przez krótki okres.
Strefa 20
Miejsce, w którym przestrzeń zagrożona wybuchem w formie chmury łatwopalnego pyłu utrzymuje się stale, przez długi okres albo często.
Strefa 21
Miejsce, w którym jest prawdopodobne, że przestrzeń zagrożona wybuchem w formie chmury łatwopalnego pyłu będzie występować przy wykonywaniu zwykłych czynności sporadycznie.
Strefa 22
Miejsce, w którym jest mało prawdopodobne, że przestrzeń zagrożona wybuchem w formie chmury łatwopalnego pyłu będzie występować przy wykonywaniu zwykłych czynności, a jeśli wystąpi, to będzie utrzymywać się tylko przez krótki okres.